# Christian Gottlieb Bunge
Christian Gottlieb Bunge (russisch: Бунге, Христиан Георгиевич; * 20. Dezember 1776 in Kiew; † 21. März 1857 ebenda) war ein russischer Humanmediziner und Veterinärmediziner. Er gilt als der Begründer der Pädiatrie im Russischen Kaiserreich.

## Leben
Bunge begann ein Medizinstudium an der Kiew-Mohyla-Akademie, er setzte sein Studium am St. Petersburger Medizinisch-Chirurgischen Institut fort und schloss dieses 1796 ab. Danach besuchte er die Universität Jena und absolvierte Aufbaufächer. 1798 verteidigte er seine Dissertation „Über epidemische Krankheiten in Kiew“.
Ab 1802 arbeitete er an der Kiewer Mohyla-Akademie, unterrichtete an anderen Bildungseinrichtungen und ordinierte in seiner Privatpraxis.  Im Jahre 1812 errichtete er sein Quartier im Kiewer Militärkrankenhauses. Er sorgte für eine deutliche Verbesserung der Ausstattung des akademischen Krankenhauses mit Geräten, Werkzeugen und Medikamenten.  Im Sommer sammelte er in der Nähe von Kiew, zusammen mit Studenten der Akademie, Heilpflanzen für das Krankenhaus.  1831 verhinderte das von ihm eingeführte Präventionssystem die Ausbreitung der Cholera bei Studenten an der Kiewer Mohyla-Akademie. Für seine exzellente Arbeit und der Förderung der Kindermedizin wurde er mehrmals geehrt und 1832 zum Kollegienrat ernannt.
Nach seinem Tod wurde er 1857 auf dem Baykovsky Friedhof in Kiew beigesetzt, seine Grabstätte wurde in den 1930er Jahren zerstört.

## Herkunft und Familie
Christian Gottlieb Bunge war einer der vier Söhne, des aus Ostpreußen eingewanderten Pharmazeuten, Georg Friedrich Bunge (1722–1792), der mit Katharina Geither verheiratet war und in Kiew eine Apotheke besaß. Zur Familie der Bunges gehörte sein Neffe Friedrich Georg von Bunge (1802–1897), er war ein estnischer Rechtsgelehrter.
Christian Gottlieb heiratete in 1. Ehe Melanie Ferrad (1791 in Dunkerque; † 1816 in Kiew) und in 2. Ehe Katharina von Gebner (* 1786 in Brjansk; † 1877 in Kiew). Aus der 2. Ehe stammten die Söhne Heinrich Georg Konstantin Bunge (* 1811 in Kiew; † 1885 in Warschau) und Nikolai Bunge (* 1823 in Kiew; † 1895 in Sankt Petersburg).